# Südlicher Tschuja-Kamm
Der Südliche Tschuja-Kamm (russisch Южно-Чуйский хребет) ist ein Gebirgszug in der russischen Republik Altai im zentralen Altaigebirge.
Der Südliche Tschuja-Kamm verläuft in West-Ost-Richtung zwischen den Flusstälern von Karagem und Tschaganusun im Norden sowie dem Argut und dessen Quellfluss Dschasator im Süden. Der Gebirgszug hat eine Länge von ungefähr 120 km. Höchste Erhebung ist der 3936 m hohe Gipfel Irbistu (Ирбисту). Die tieferen Hanglagen sind von Steppenlandschaft bedeckt. In höheren Lagen kommen Tundra, Grasflächen und Schotterflächen zum Vorschein. Die Gipfelregion ist vergletschert. Die nördlichen Berghänge und Flusstäler sind bewaldet.